# Paolo Veronese
Paolo Veronese (1528 – 19 tháng 4 năm 1588) là một họa sĩ thời Phục hưng ở Venice, nổi tiếng với những bức tranh của ông như The Wedding at Cana và The Feast in the House of Levi. Ông lấy tên Paolo Cagliari hay Paolo Caliari, và được biết đến với tên "Veronese" từ nơi sinh của ông ở Verona. Bao gồm trong Titian, một thế hệ lớn hơn và Tintoretto, một người lớn hơn một thập kỷ, Veronese là một trong "bộ ba vĩ đại thống trị bức tranh Venice cinquecento và Hậu Phục hưng vào thế kỷ 16. 
Được biết đến như một nhà tạo màu tối cao, và sau một thời gian đầu với trường phái kiểu cách, Paolo Veronese đã phát triển một phong cách hội họa theo chủ nghĩa tự nhiên, chịu ảnh hưởng của Titian.

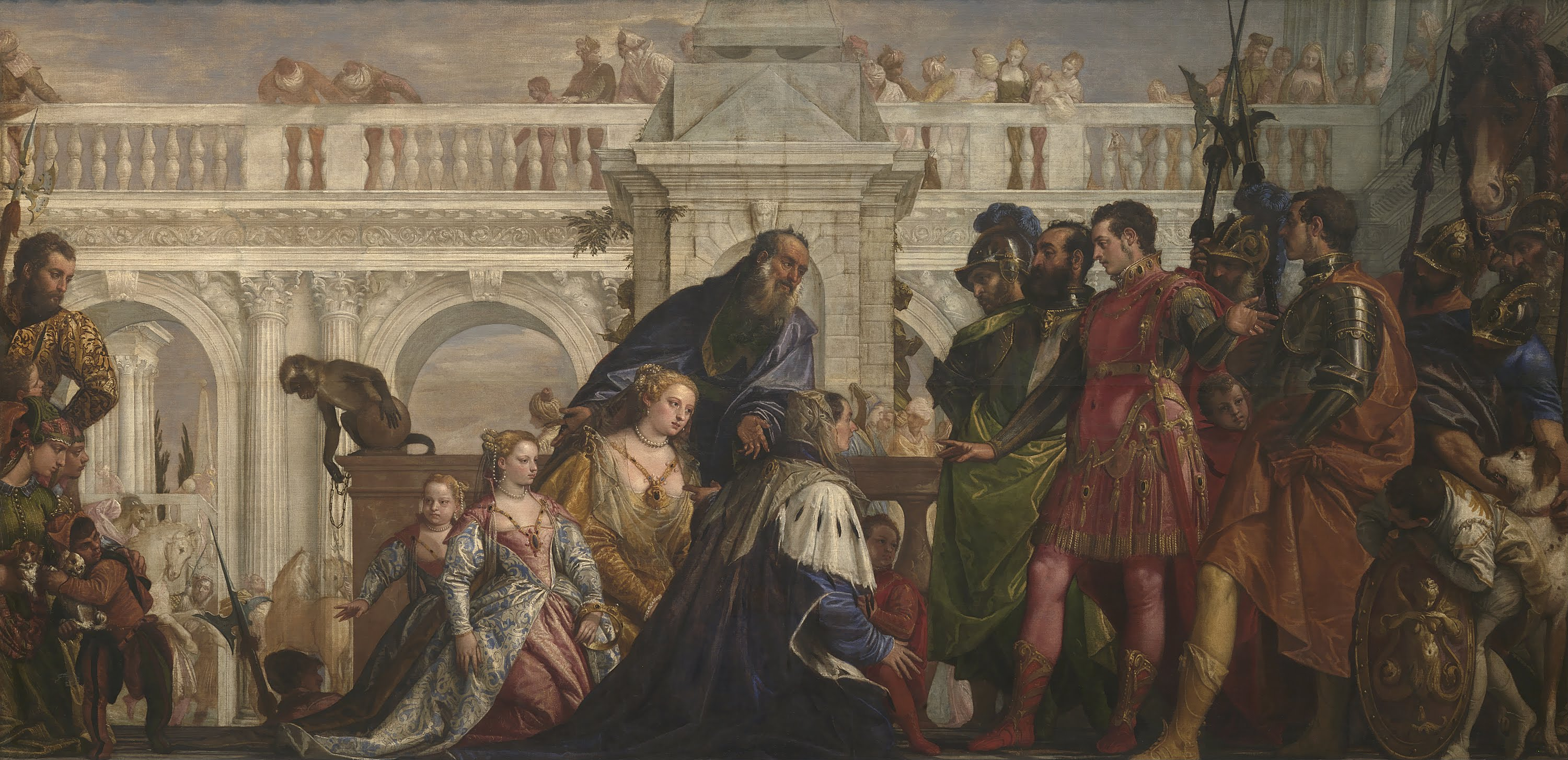
The Family of Darius before Alexander (1565–1570). Sơn dầu trên vải, 236.2cm × 475.9 cm, National Gallery, London.

Các tác phẩm nổi tiếng nhất của ông là những tuyển tập tường thuật công phu, được thực hiện theo phong cách kịch tính và đầy màu sắc, với đầy đủ các bối cảnh kiến trúc hùng vĩ và cảnh quan lộng lẫy. Những bức tranh lớn của ông về các bữa tiệc trong Kinh thánh, với nhiều nhân vật, vẽ cho các tu viện ở Venice và Verona đặc biệt nổi tiếng, và ông cũng là họa sĩ vẽ trần nhà hàng đầu của Venice. Hầu hết các tác phẩm này vẫn ở trạng thái tại chỗ, hoặc ít nhất là ở Venice, và các tác phẩm của ông được trưng bày của ông trong hầu hết các viện bảo tàng chủ yếu bao gồm các tác phẩm nhỏ hơn như chân dung không phải lúc nào cũng là những tác phẩm xuất sắc nhất hoặc tiêu biểu nhất của ông.